# Quasimodo (Musikclub)

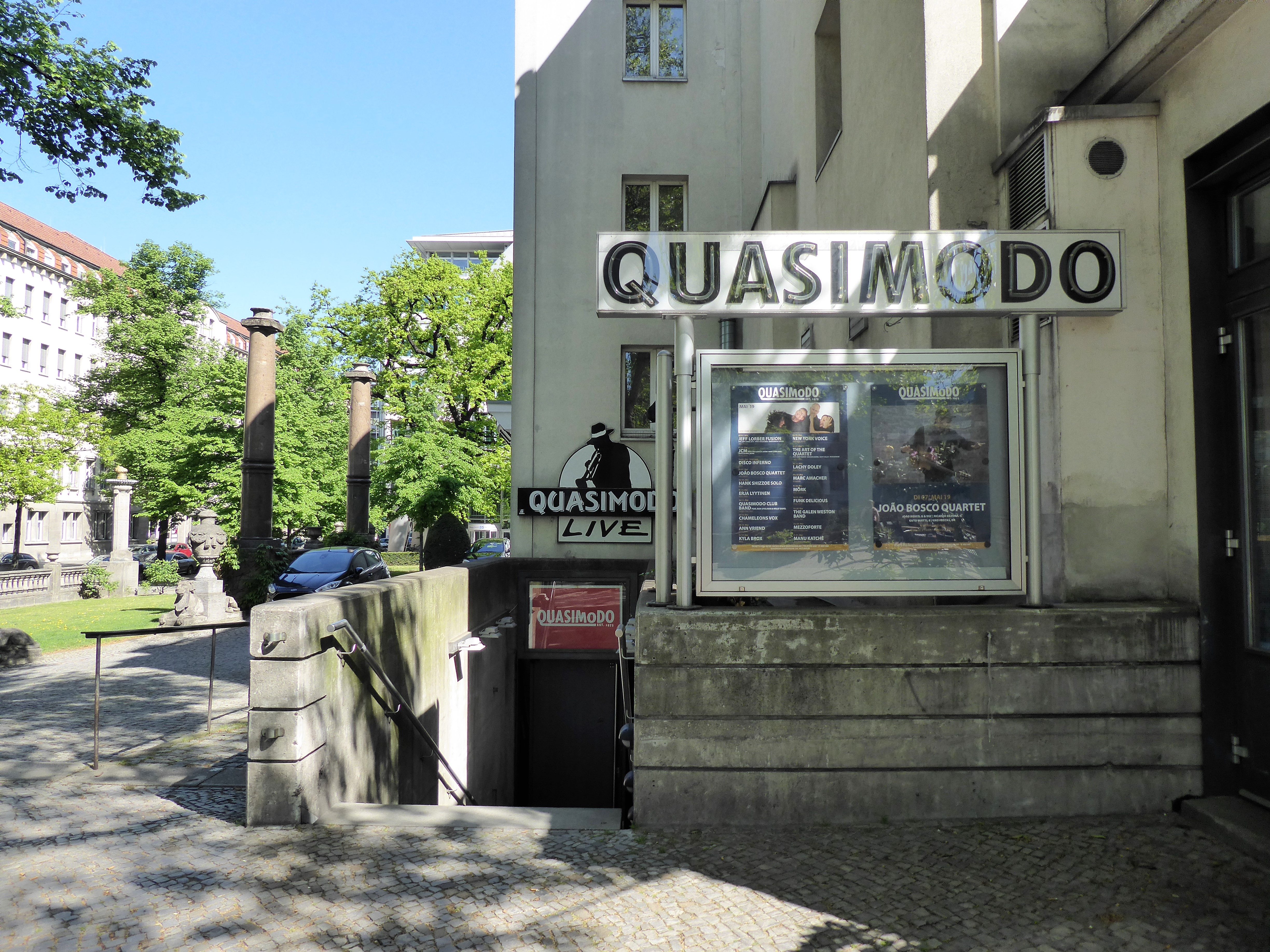
Eingang zum Quasimodo

Das Quasimodo ist ein Musikclub im Berliner Ortsteil Charlottenburg. Der bekannte Jazz- und Musikkeller Quasimodo befindet sich gemeinsam mit der Quasimodo Bar und der Vaganten Bühne im Gebäude des Delphi Filmpalastes und bietet bis zu 350 Gästen Platz. Neben Modern Jazz wird Blues, Soul, Funk, Rock, Pop, lateinamerikanische Musik und Weltmusik gespielt.

## Geschichte

### Vom Beginn bis in die 1970er Jahre
Das Lokal befindet sich in der Kantstraße 12a, Ecke Fasanenstraße, im Keller des Delphi, das 1927/1928 durch Bernhard Sehring als Tanzlokal erbaut wurde. Ende der 1920er / Anfang der 1930er Jahre galt der Delphi-Palast als häufig überfülltes „Mekka der Swing-Kids“, das 1943 jedoch schließen musste und bei Luftangriffen der Alliierten schwer beschädigt wurde. Von 1947 bis 1949 erfolgte ein zunächst provisorischer Wiederaufbau des Gebäudes, in dem ein Kino mit Großleinwand und 1000 Plätzen, der heutige Delphi Filmpalast am Zoo, eingerichtet wurde. Unter provisorischen Bedingungen fanden in der Gaststätte Delphi-Keller auch wieder Konzerte statt. 1948 nahm der Kornettist Rex Stewart mit dem Hot Club Berlin für Amiga Schallplattenaufnahmen auf.
Vermutlich 1967 öffnete im Keller des Delphis das „Quartier von Quasimodo“. Durch die zentrale, kurfürstendammnahe Lage in der West-Berliner City – in der Nachbarschaft befinden sich unter anderem das ebenfalls von Sehring erbaute Theater des Westens, Universitäten (TU, UdK) und die Kneipen- und Restaurantlandschaft rund um den Savignyplatz – war es Anlaufpunkt für Studenten, Berlin-Touristen, Kino- und Theaterbesuchern sowie „Nachtschwärmern jeder Art“. Es trug zum Ruf der Stadt bei, Berlin sei (dank fehlender Sperrstunde) „durchgehend geöffnet“.
Ursprünglich machte das Lokal durch ein abwechslungsreiches, nicht auf Musik beschränktes Liveprogramm auf sich aufmerksam, wandelte sich dann aber von einer „Studentenkneipe mit Kleinkunstbühne“ zu einem der angesehensten Jazz-Veranstaltungsorte der Stadt. Schon im November 1968 organisierten Free-Jazz-Musiker im „Quasi“ Gegenveranstaltungen zu den als „etabliert“ oder „kommerziell“ kritisierten Berliner Jazztagen und legten damit den Grundstein für das (später überwiegend im Quartier Latin stattfindende) Total Music Meeting. Mit dabei waren damals beispielsweise Peter Brötzmann, Han Bennink, Gunter Hampel, John McLaughlin und Pharoah Sanders. Das enge, niedrige und verrauchte Kellerlokal entwickelte sich auch unter Musikern als Treffpunkt nach Konzerten und Ort spontaner Jamsessions.

### Die Zeit nach 1975
Im Jahr 1975 übernahm Giorgio Carioti (1940–2025) das Geschäft und kürzte den Namen auf Quasimodo. Unter der Leitung des aus Genua stammenden damaligen Betriebswirtschaftsstudenten traten bald internationale Musiker wie Dizzy Gillespie, Chet Baker, Art Blakey, Chaka Khan und Pat Metheny auf.
Carioti änderte relativ wenig am Erscheinungsbild des Quasimodo, vergrößerte allerdings die Bühne und investierte viel in die Bühnen- und Aufnahmetechnik. Trotz der unzulänglichen Rahmenbedingungen (unter anderem verwinkelte Räumlichkeiten, oft großes und dicht gedrängtes Publikum) ist das Quasimodo für eine hohe akustische Qualität der Livekonzerte und eine fachkundige Besucherschaft bekannt. Trotz einer Vielzahl „besser geeigneter“ Veranstaltungsorte ist es weiterhin Spielstätte im Rahmenprogramm des JazzFestes Berlin und Deutschlandradio Kultur überträgt regelmäßig Jazzkonzerte aus dem Club.
1980 spielte die Kölner Band BAP ihr erstes Konzert in Berlin im Quasimodo. Besondere Medienaufmerksamkeit verschaffte ein unangekündigter Auftritt von Prince im Jahr 1987 nach einem Konzert in der Deutschlandhalle. 1989 nahm der Bluesmusiker Sidney „Guitar Crusher“ Selby ein Livealbum im Quasimodo auf. Regelmäßiger Gast in dem Club ist die Band 55 Fifty Five.
Die mehrmals wöchentlich stattfindenden Konzerte beginnen meist um 22 Uhr. Kritiker kritisierten, seit Ende der 1990er Jahre werde der Jazzanteil am Programm ständig reduziert, doch trifft dieser Vorwurf bei genauerer Durchsicht der Konzerthistorie nicht zu. Über den gesamten Zeitraum seiner Existenz findet sich im Programm des Quasimodo eine abwechslungsreiche Mischung unterschiedlicher Genres, die – unter Berücksichtigung der kommerziellen Anforderungen eines Veranstaltungslokals – dem sich wandelnden Publikumsgeschmack zuliebe nur graduell und nachrangig verändert wird.
2006 gab Carioti die Leitung ab; sein Nachfolger Klaus Spiesberger agierte weniger glücklich. Anfang 2017 übernahm Channel Music die Spielstätte; Fee Schlennstedt wurde Clubleiterin und Programmchefin. Im Jahr 2019 wurde das Quasimodo von Kulturstaatsministerin Monika Grütters im Rahmen des Spielstättenprogrammpreis „Applaus“ als „Spielstätte des Jahres“ ausgezeichnet. Im Frühjahr 2023 übernahm Hendrik Sievert die Leitung des Quasimodo Club und der Quasimodo Bar.